# JCDecaux
A JCDecaux é um grupo privado francês, especializado no fabrico e na instalação de mobiliário urbano e publicidade exterior. 

## Descrição e história
A JCDecaux é reconhecida por vários índices ligados à sustentabilidade social e ambiental, como o FTSE4Good (en), tendo sido premiada com o grau de medalha de ouro da organização EcoVadis. Foi igualmente a primeira empresa dedicada à publicidade exterior a integrar-se na iniciativa RE100, que tem como finalidade impulsionar as empresas a utilizarem apenas energias provenientes de fontes renováveis. Também liderou um programa pioneiro de mobilidade amiga do ambiente, através do alugar de bicicletas.

## História

### Décadas de 1960 e 1970
A companhia foi fundada em 1964 pelo empresário francês Jean-Claude Decaux, com a ideia pioneira de instalar mobiliário urbano que era financiado pelas publicidades que exibia. A primeira cidade onde foi aplicado este conceito foi Lyon, inicialmente apenas com os abrigos de autocarros e os painéis publicitários isolados, conhecidos como MUPIs. A experiência teve um grande sucesso, e dois anos depois a empresa internacionalizou-se com a criação de uma filial na cidade de Bruxelas, na Bélgica, onde começou a instalar os seus abrigos de autocarros com painéis publicitários. Em 1967 estabeleceu a sua sede em Plaisir, nas imediações de Paris.
Em 1971 ou 1972, entrou no mercado português, tendo este sido o primeiro país de operações da empresa fora da esfera francófona. Também em 1972 começou a substituir os seus antigos painéis metálicos por novas estruturas com iluminação anterior, gerando uma profunda alteração no conceito da publicidade exterior, tornando-a mais colorida e luminosa, e permitindo fotografias com resoluções mais elevadas, que então estavam a começar a ser utilizadas na publicidade. Nesse ano introduziu igualmente um novo modelo de painel exterior, o City Information Panel, que num lado tinha informações sobre a cidade em causa, enquanto que no outro continuava a exibir publicidade. Cerca de três anos depois a empresa criou uma nova divisão destinada a apoiar a produção de mapas e outras informações por parte das autoridades municipais. Igualmente em 1972, a JCDecaux passou a instalar as suas paragens de autocarro na cidade de Paris. Em 1973, iniciou um novo conceito publicitário baseado em campanhas de sete dias, que permitia uma maior flexibilidade aos clientes, e um maior impacto junto do público. Dois anos depois introduziu novos sinais informativos de trânsito, que foram escolhidos pelo governo francês como o modelo padrão. Em 1976 começou a utilizar um novo tipo de painéis, conhecido como PISA, que permitia a apresentação, no mesmo lado, de informação ao público e de publicidade.

### Décadas de 1980 e 1990
Em 1980, a empresa criou um painel electrónico de informação ao público, que permitia aos municípios comunicar com os habitantes de forma mais rápida. Entre 1980 e 1981, introduziu os seus primeiros lavabos públicos, que foram colocados em Paris. Em 1982 a empresa começou a laborar na cidade de Hamburgo, na Alemanha, e desenvolveu um novo modelo de paragem de autocarro, o Murano. Em 1988 o PISA foi substituído por um novo modelo, o Senior. Em 1990, a JCDecaux foi uma das primeiras empresas ocidentais a investir na Alemanha Oriental, com a sua introdução na cidade de Leipzig, apenas alguns meses antes da reunificação. Em 1991, adquiriu as famosas colunas publicitárias francesas Morris, e em 1994 entrou no mercado americano através de uma parceria com a cidade de São Francisco, para a introdução de lavabos públicos acessíveis a utentes em cadeiras de rodas. Em 1997 estabeleceu-se em Sydney, entrando desta forma no mercado australiano, e em 1998 introduziu os seus primeiros painéis digitais, que foram colocados no Metropolitano de Viena.
Em 1999 começa a prestar serviços publicitários em Singapura, e nesse ano adquire a empresa Avenir, uma divisão do grupo Havas Media. Foi também nos finais da década de 1990 que a empresa entrou no mercado japonês.

### Décadas de 2000 e 2010
Em 2000 a empresa inicia um profundo processo de reorganização, em preparação para a sua entrada na Bolsa de Paris, o que sucede no ano seguinte. Em 2003 instituiu o seu primeiro serviço de bicicletas partilhadas, na cidade de Viena, e em 2008 começa a operar no Aeroporto do Dubai, que foi o primeiro passo de uma crescente introdução nos mercados do Médio Oriente. Em 2011, tornou-se a líder a nível mundial em termos de publicidade exterior, estando então presente em 56 países. Em 2013 iniciou-se um forte processo de crescimento na América do Sul e Central, através da aquisição quase total da operadora mexicana Eumex, do fortalecimento da sua posição no Chile e na Argentina, e da entrada em sete novos países. Em 2014 adquire a empresa sul-africana Continental Outdoor Media, tornando-se a maior fornecedora de publicidade externa em África, operando em 16 países. Em 2016 introduziu novos modelos de paragens de autocarros em Paris, que contavam com painéis fotovoltaicos, carregadores por USB, e painéis informativos digitais, e nesse ano também ganhou um contrato para o fornecimento de publicidade exterior na cidade de Tóquio, no Japão. Em 2017, Londres tornou-se a cidade do mundo com mais paragens de autocarros equipadas com painéis digitais, e nesse ano a cidade de Chicago foi a primeira nos Estados Unidos da América a ter conteúdos em vídeo nos seus painéis publicitários. Em 2018 adquire a operadora australiana APN Outdoor, o que permite reforçar a sua presença naquele país, e introduzir os seus serviços na Nova Zelândia, e nesse ano também lançou o sistema digital VIOOH, que facilitou a criação de soluções publicitárias mais adequadas ao público.
Em Março de 2019, o Programa das Nações Unidas para o Desenvolvimento noticiou que a JCDecaux iria integrar o The Lion’s Share Fund, uma iniciativa das Nações Unidas para proteger os animais selvagens em todo o globo, tendo o grupo francês comprometido-se a divulgar este programa através da sua rede publicitária. Em 2022, a JCDecaux estava a cooperar com empresa francesa Sweep para avaliar e reduzir as suas emissões de carbono, melhorando desta forma a sua pegada ecológica.
Em 2022 continuava a ser a principal empresa no mercado global, tendo mais de 950 mil painéis em oitenta países, que eram vistos diariamente por mais de 850 milhões de pessoas. Cerca de 530 mil painéis estavam instalados em mobiliário urbano, enquanto que outros 340 mil estavam inseridos em transportes, nomeadamente em comboios, metropolitanos, autocarros e carros eléctricos. o grupo empregava mais de dez mil empregados, e estava listado nas bolsas Euronext Paris, fazendo parte dos índices Euronext 100 e Euronext Family Business.

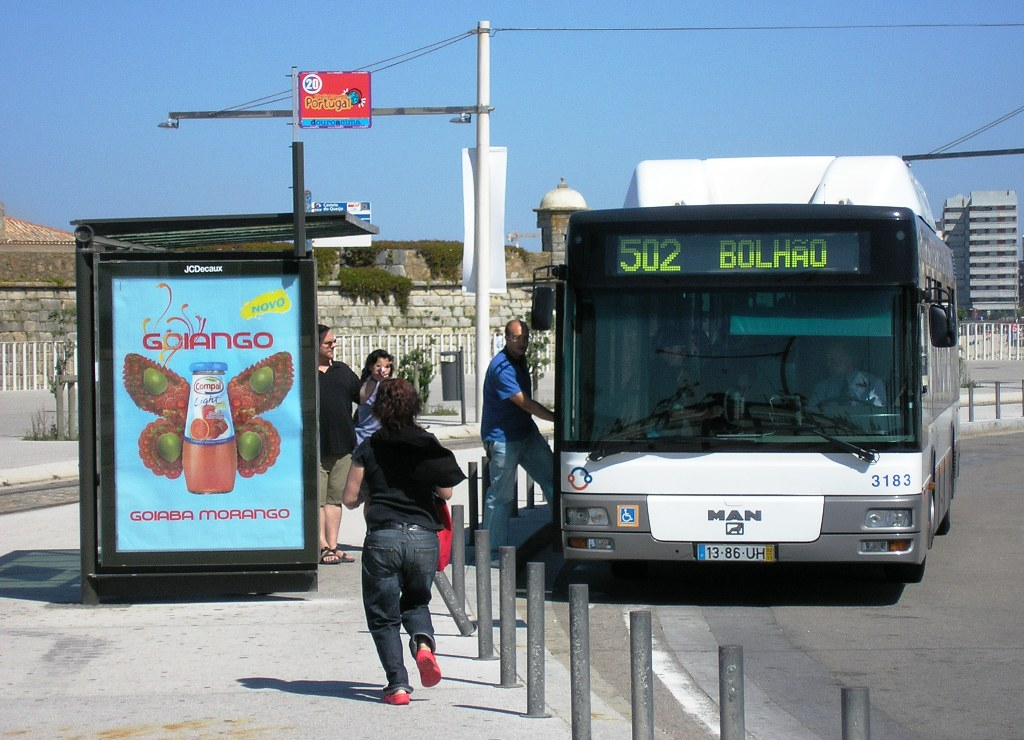
Paragem da JCDecaux na Praça de Gonçalves Zarco, no Porto, em 2007.

### Portugal
A divisão portuguesa da JCDecaux foi fundada em 1971 ou 1972, ainda durante o período da ditadura, tendo desempenhado um papel marcante no desenvolvimento da publicidade exterior como um meio de comunicação para as marcas. Foi responsável pela introdução de novos conceitos no país, como os painéis publicitários coloridos e luminosos, a disponibilização de mapas e outras informações úteis para os utentes, e a instalação de anúncios em mobiliário urbano. Neste último caso, ofereceu aos municípios um conjunto de equipamentos públicos onde simultaneamente pudesse colocar os seus painéis, como abrigos de autocarros. Na década de 1990 a divisão portuguesa entrou num fase de grande desenvolvimento, com a introdução dos seus painéis no interior dos centros comerciais e aeroportos. Neste sentido, destaca-se a parceria entre a JCDecaux e o grupo Sonae, iniciada em 1999, com a instalação de painéis publicitários nos centros comerciais da Sonae Sierra. Também em 1999 a empresa adquiriu o Grupo Red, que era a principal comercializadora de painéis de grande formato em Portugal, permitindo à multinacional francesa a instalação deste tipo de equipamentos em todo o país. Em Junho de 2018, a Câmara Municipal de Lisboa autorizou a adjudicação da exploração dos painéis publicitários no mobiliário urbano ao grupo JCDecaux, renovando desta forma um contrato que se tinha iniciado em 1995 e terminado em 2005, e que então tinha sido entregue às empresas JCDecaux e Cemusa. Porém, este processo atraiu considerável polémica, gerando protestos por parte das empresas concorrentes, tendo o caso foi analisado pela Autoridade da Concorrência no sentido de apurar «se a transação em causa consubstanciaria uma operação de concentração». Em Abril de 2021, a empresa nacional DreamMedia iniciou um processo em tribunal para impedir a adjudicação à JCDecaux. Em Janeiro de 2022, a JCDecaux fez a apresentação de «uma proposta formal de compromissos», à qual não se opôs a Autoridade da Concorrência, pelo que a DreamMedia invocou um acórdão do Supremo Tribunal Administrativo, no sentido de travar o processo. Porém, em Setembro desse ano foi formalmente assinado o contrato, com a duração de quinze anos, devendo o grupo francês pagar o valor anual de 8,3 milhões de Euros à autarquia, totalizando cerca de 125 milhões de Euros.
Entretanto, uma situação oposta verificou-se na cidade do Porto, tendo a autarquia entregado, em Janeiro de 2022, o contrato para a exploração da publcidade exterior da cidade a diversas empresas, pertencendo o maior conjunto à DreamMedia, terminando desta forma com um monopólio de cerca de quatro décadas por parte da JCDecaux.

### Brasil
A JCDecaux Também tem uma presença proemiente no Brasil, tendo em Setembro de 2022 assinado um contrato com a ViaQuatro, empresa concessionária responsável pela gestão da Linha 4 do Metrô de São Paulo, para a comercialização de um pacote de equipamentos que inclui 120 faces publicitárias instaladas nas plataformas e corredores, 385 telas digitais e 747 televisões internas. Com este acordo, o grupo francês tornou-se na maior empresa de publicidade exterior no sistema metropolitano de São Paulo, onde já era responsável pela publicidade nas linhas 1-Azul, 2-Verde e 3-Vermelha, passando a dispor de 686 painéis e 584 telas digitais.

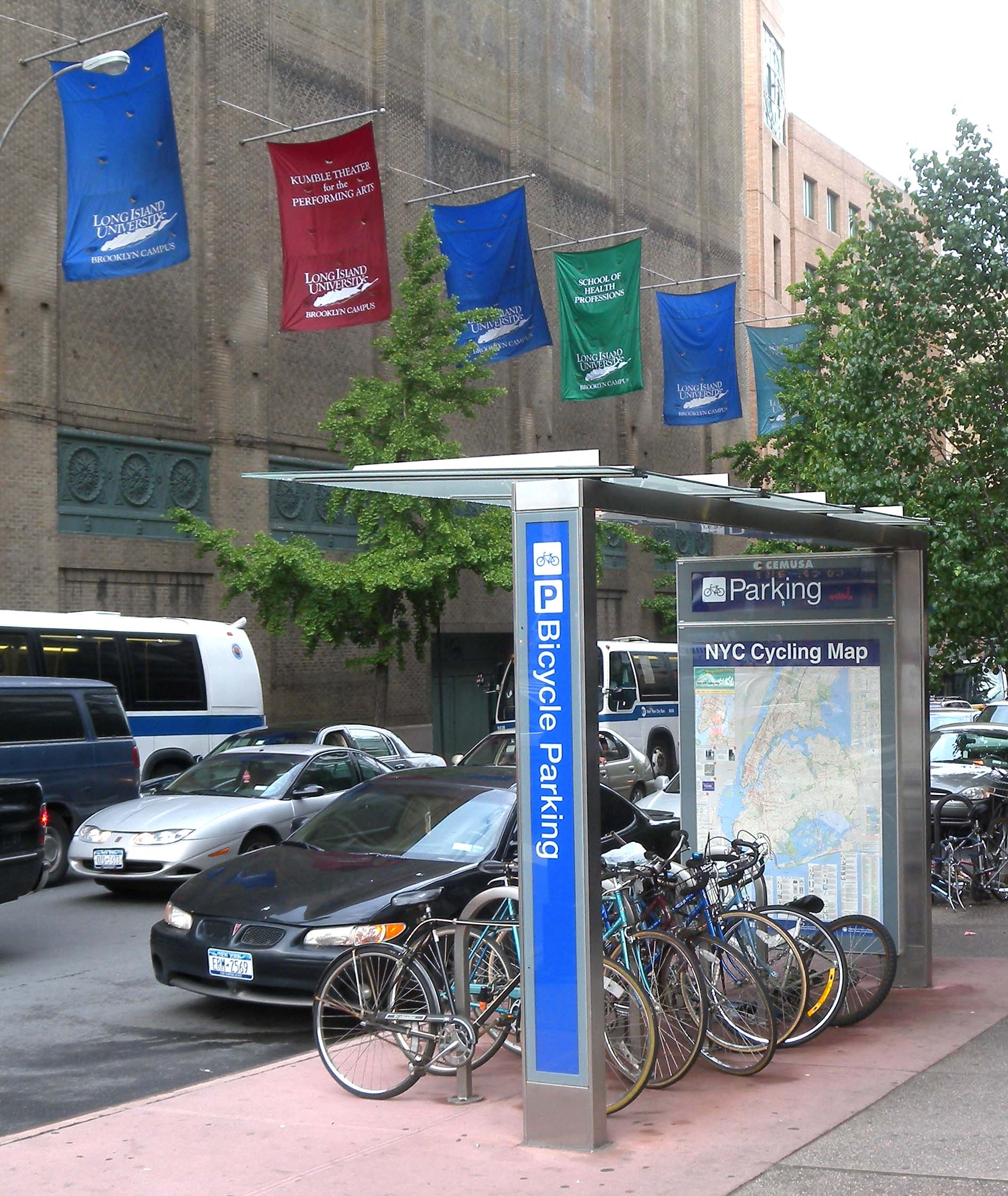
Abrigo para bicicletas da JCDecaux, na cidade de Nova Iorque.

### Outros países
A empresa entrou no mercado australiano nos finais da década de 1990, tendo o seu maior contrato neste país sido na cidade de Sydney, onde se manteve durante cerca de duas décadas. Porém, entrou em litígio com a Câmara Municipal devido a um plano para instalar painéis publicitários digitais na rede de telefones públicos, e em 2020 perdeu o concurso para a renovação do contrato, que foi entregue à empresa QMS Media. Em Agosto de 2022 vários painéis comemorativos do 25.º aniversário do regresso de Hong Kong à China foram muito criticados, devido à repressão do governo sobre manifestantes pró-democracia. Em resposta aos protestos, a JCDecaux afirmou que não iria remover os painéis em causa, uma vez que estes estavam em cumprimento das regras internas da empresa.
O grupo começou as suas operações na Irlanda em 1999, com a aquisição da companhia publicitária David Allen. Em 2008 ganhou um contrato da Câmara Municipal de Dublin para a instalação de várias infraestruturas públicas, incluindo a iniciativa Coca-Cola Zero Dublinbikes, que foi considerado um dos sistemas de bicicletas públicas melhor sucedidos em todo o mundo. Em 2016 já estava presente em dez centros comerciais em todo o país, atendendo a um público de mais de 2,5 milhões de compradores por quinzena. Em Outubro de 2022, a empresa contribuiu com dez mil Euros para um fundo de caridade a favor das vítimas de uma explosão na localidade de Creeslough.
Nos Estados Unidos da América, a empresa esteve envolvida em várias polémicas devido aos seus painéis publicitários nas paragens de autocarros. Por exemplo, em finais de 2021, na área de Brooklyn, em Nova Iorque, foi colocado um anúncio a criticar as campanhas de vacinação contra a pandemia de Covid-19, que segundo a empresa foi instalado sem autorização, tendo acrescentado que uma mensagem desta natureza ia contra as regras internas para a publicidade. Além de publicidade, a empresa também participou em várias iniciativas para colocar reproduções de obras de arte nos seus painéis exteriores, como sucedeu em 2021 com as pinturas da pintora nativo-americana Wendy Red Star. No ano seguinte, também fez a exposição Global Positioning, em cooperação com a organização cultural Public Art Fund, na qual expôs obras de vinte autores de todo o mundo nos painéis das paragens de autocarro em Nova Iorque, Chicago e Boston.
Em 2018, o grupo entrou no mercado nigeriano, em conjunto com a empresa local Grace Lake Partners, tendo iniciado quatro programas para a instalação de equipamentos publicitários exteriores na cidade de Lagos, englobando painéis nas estações do futuro sistema de eléctricos, lavabos públicos e um sistema de informação de trânsito.
Em 2022, a JCDecaux ganhou o contrato para a publicidade na Ponte do Rei Fahd, entre o Bahrain e a Arábia Saudita, expandindo desta forma as operações nestes dois países, uma vez que o grupo já tinha a exclusividade em todos os aeroportos sauditas e no Aeroporto Internacional do Barém.